# Rochinha (nadador)
Carlos Antônio da Rocha Azevedo, conhecido como Rochinha (Rio de Janeiro, 30 de maio de 1958) é um nadador brasileiro, que participou de uma edição dos Jogos Olímpicos pelo Brasil.
Atualmente trabalha com comércio exterior e é diretor-adjunto de natação do Minas.

## Carreira
Começou a nadar em 1962, na Universidade Federal do Rio de Janeiro, por indicação da atleta Piedade Coutinho. Além da natação, também praticou polo aquático.
Transferiu-se para o Clube de Regatas Guanabara em 1966, quando começou a competir e a treinar com o técnico Lima. Em 1967, após a morte do treinador, mudou-se para o Botafogo, onde nadou até 1976.
Participou dos Jogos Pan-Americanos de 1971 em Cali, e dos Jogos Pan-Americanos de 1975 em Guadalajara.
Foi aos Jogos Olímpicos de Verão de 1972 em Munique, para competir nas provas de 200 metros nado livre e nos 200 metros medley, não chegando à final das provas.
Em 1973 recebeu uma bolsa de estudos e foi para os Estados Unidos. Retornou ao Brasil em 1976 e concluiu os estudos na Pontifícia Universidade Católica do Rio de Janeiro.
Com o encerramento da natação no Botafogo, passou a representar o Minas Tênis Clube, mas parou de nadar aos 23 anos. 